# Acanthodactylus orientalis
Acanthodactylus orientalis е вид влечуго от семейство Гущерови (Lacertidae). Видът е незастрашен от изчезване.

## Разпространение
Разпространен е в Йордания, Ирак и Сирия.

## Описание
Популацията им е стабилна.